# Hermann Schridde
Hermann Schridde (3 de julio de 1937-18 de mayo de 1985) fue un jinete alemán que compitió para la RFA en la modalidad de salto ecuestre.
Participó en dos Juegos Olímpicos de Verano en los años 1964 y 1968, obteniendo tres medallas, oro y plata en Tokio 1964 y bronce en México 1968. Ganó una medalla de oro en el Campeonato Europeo de Saltos Ecuestres de 1965.
Schridde falleció el 18 de mayo de 1985 cuando el avión en el que se trasladaba se estrelló cerca del pueblo de Meißendorf, localizado en el municipio de Winsen an der Aller.

## Palmarés internacional
| Representando al Equipo Alemán Unificado |                 |                   |             |
| Juegos Olímpicos                         |                 |                   |             |
| Año                                      | Lugar           | Medalla           | Categoría   |
| 1964                                     | Tokio (Japón)   | Medalla de oro    | Por equipos |
| 1964                                     | Tokio (Japón)   | Medalla de plata  | Individual  |
| Representando a la RFA                   |                 |                   |             |
| Juegos Olímpicos                         |                 |                   |             |
| Año                                      | Lugar           | Medalla           | Categoría   |
| 1968                                     | México (México) | Medalla de bronce | Por equipos |
| Campeonato Europeo                       |                 |                   |             |
| Año                                      | Lugar           | Medalla           | Categoría   |
| 1965                                     | Aquisgrán (RFA) | Medalla de oro    | Individual  |